# استفان ارلی
استفان ارلی (انگلیسی: Stephen Early؛ ۲۷ اوت ۱۸۸۹ – ۱۱ اوت ۱۹۵۱) یک سیاست‌مدار بود. وی در دوره ریاست جمهوری ترومن قائم مقام وزارت دفاع آمریکا بود.